# Omar Ibrahim Ghalawanji
Omar Ibrahim Ghalawanji (arabiska: عمر ابراهيم غلاونجي), född 1954, var Syriens tillförordnade premiärminister från den 6 augusti till den 11 augusti 2012 efter att hans företrädare Riyad Farid Hijab avgått och flytt landet i samband med det pågående inbördeskriget. Han efterträddes av Wael Nader al-Halqi.